# Nivolas-Vermelle
Nivolas-Vermelle település Franciaországban, Isère megyében. Lakosainak száma 2716 fő (2022. január 1.). Nivolas-Vermelle Sérézin-de-la-Tour, Bourgoin-Jallieu, Les Éparres, Meyrié és Ruy-Montceau községekkel határos.

## Népesség
A település népességének változása:
| Lakosok száma | 1372 | 1615 | 1638 | 2181 | 2450 | 2536 | 2649 | 2648 | 2648 | 2716 |
|               | 1968 | 1982 | 1990 | 2006 | 2013 | 2015 | 2017 | 2019 | 2020 | 2022 |